# Serafín María Armora y González
Serafín María Armora y González (* 6. Oktober 1876 in Olinalá, Guerrero; † 15. Oktober 1955 in Tampico, Tamaulipas) war ein mexikanischer Geistlicher und römisch-katholischer Bischof von Ciudad Victoria-Tamaulipas.

## Leben
Serafín María Armora y González empfing nach dem Studium der Katholischen Theologie und Philosophie am 21. Dezember 1899 das Sakrament der Priesterweihe für das Erzbistum Veracruz-Jalapa.
Am 3. August 1923 ernannte ihn Papst Pius XI. zum Bischof von Ciudad Victoria-Tamaulipas. Der Bischof von Veracruz-Jalapa, Raphael Guizar Valencia, spendete ihm am 30. November desselben Jahres in der Catedral de la Inmaculada Concepción in Tampico, Tamaulipas die Bischofsweihe; Mitkonsekratoren waren der Bischof von Papantla, Nicolás Corona y Corona, und der Weihbischof in Mexiko-Stadt, Maximino Ruiz y Flores. Die Amtseinführung fand am 6. Januar 1924 statt.